# Dasygaster punctosa
Dasygaster punctosa là một loài bướm đêm trong họ Noctuidae.